# Agustín Gómez-Arcos
Œuvres principales
Ana non
Agustín Gómez-Arcos, né le 15 janvier 1933 à Almería (Andalousie) et mort le 20 mars 1998 à Paris 18e, est un écrivain libertaire espagnol, d'expression espagnole et française.

## Biographie
Il entreprend des études de droit, mais quitte l'université pour le théâtre. Il écrit en parallèle dans le magazine Poesía Española et publie le recueil de poésie Ocasión de paganismo (1956). 
Dans le milieu théâtral de Madrid, il est à la fois dramaturge, acteur, metteur en scène et traducteur. Contrairement aux dramaturges Antonio Buero Vallejo ou Alfonso Paso, il décide de transgresser les interdits de la censure de la dictature franquiste. Il connaît un certain succès avec Elecciones generales (1960), pièce inspirée par Les Âmes mortes de Nicolas Gogol, Diálogos de la herejía (1962) et Los gatos (1963). En outre, il traduit et met en scène plusieurs pièces françaises, dont La Folle de Chaillot de Jean Giraudoux. Mais certaines de ses pièces ayant été interdites, il choisit l'exil et s'installe en France en 1966. 
À partir de 1975, il écrit directement en français des romans traduits dans le monde entier. L'Agneau carnivore, son premier roman en partie autobiographique, voit un narrateur évoquer son enfance dans l'Espagne franquiste et aborder sans concession les thèmes de l'inceste et de l'homosexualité. Suivront María República (1976) et Ana non (1977) qui forment la Trilogie d'après-guerre. 
Ses romans Scène de chasse (furtive) (1978) et Un oiseau brûlé vif (1984) sont tous deux finaliste au prix Goncourt. 
Mort à Paris en mars 1998, sa dépouille est inhumée au cimetière Montmartre.

## Œuvre

### Romans

#### Trilogie d'après-guerre
- L'Agneau carnivore, Paris, Stock, 1975 ; réédition, Paris, LGF, coll. « Le Livre de poche » no 5222, 1979 ; réédition, Paris, Seuil, coll. « Points. Roman » no 194, 1985  (ISBN 2-02-008717-0) Prix Hermès 1975
- María República, Paris, Stock, 1976 ; réédition, Paris, Seuil, coll. « Points. Roman » no 119, 1983  (ISBN 2-02-006561-4)
- Ana non, Paris, Stock, 1977 ; réédition, Paris, LGF, coll. « Le Livre de poche » no 5424, 1980  (ISBN 2-253-02504-6) Prix du Livre Inter 1978 et Prix Roland-Dorgelès 1979

#### Autres romans
- Scène de chasse (furtive), Paris, Stock, 1978 ; réédition, Paris, Stock, 1991  (ISBN 2-234-02347-5)
- Pré-papa ou Roman de fées, Paris, Stock, 1979  (ISBN 2-234-01119-1) Novélisation de la pièce de théâtre Pre-papá (1968)
- L'Enfant miraculée, Paris, Fayard, 1981  (ISBN 2-213-00959-7)
- L'Enfant pain, Paris, Seuil, 1983 ; réédition, Paris, Seuil, coll. « Points. Roman » no 290, 1987  (ISBN 2-02-009730-3)
- Un oiseau brûlé vif, Paris, Seuil, 1984 ; réédition, Paris, Seuil, coll. « Points. Roman » no 446, 1991  (ISBN 2-02-013120-X)
- Bestiaire, Paris, Pré-aux-Clercs, 1986  (ISBN 2-7144-1893-7)
- L'Homme à genoux, Paris, Julliard, 1989 ; réédition, Paris, Presses-Pocket no 3516, 1990  (ISBN 2-266-03646-7)
- L'Aveuglon, Paris, Stock, 1990 ; réédition, Paris, LGF, coll. « Le Livre de poche » no 9505, 1992  (ISBN 2-253-06148-4) Grand Prix du Levant 1990
- Mère Justice, Paris, Stock, 1992 ; réédition, Paris, LGF, coll. « Le Livre de poche » no 13721, 1995  (ISBN 2-253-13721-9)
- La Femme d'emprunt, Paris, Stock, 1993 ; réédition, Paris, LGF, coll. « Le Livre de poche » no 13930, 1996  (ISBN 2-253-13930-0)
- L'Ange de chair, Paris, Stock, 1995  (ISBN 2-234-04404-9)

### Théâtre
- Elecciones generales (1960)
- Diálogos de la herejía (1962)
- Los gatos (1963)
- Mil y un mesías (1966)
- Queridos míos, es preciso contaros ciertas cosas (1966)
- Adorado Alberto (1968)
- Pre-papá (1968) Publié en français sous le titre Pré-papa, traduit par Rachel Salik, dans L'Avant-Scène Théâtre no 434, 1969, pp. 37-44
- Interview de Mrs. Morte Smith par ses fantômes, édition bilingue, Arles, Actes Sud, 1985  (ISBN 2-86869-023-8)

### Poésie
- Obra Completa (Ocasión de paganismo, 1956 ; Pájaros de ausencia, 1956 ; Otros Poemas), Barcelona, Cabaret Voltaire (2011)

### Autre publication
- Jacques Vimard (co-écrit avec Miguel Logroño), Madrid, Éditions Anselmo Alvarez, 1995

## Citations
- « […] la laideur du monde, si coriace soit-elle, s'éteint lorsqu'au hasard des rêves s'allume le sourire d'un enfant qui dort. » - L'Enfant pain, page 315.
- « Que je sois un écrivain libertaire, c'est l'évidence même ! En tant qu'Espagnol et en tant qu'écrivain... et l'on ne pourrait pas séparer l'un de l'autre » - Entretien avec Thierry Maricourt, Histoire de la littérature libertaire en France, Albin Michel, 1990, page 384.

## Prix et récompenses
- 1975 : Prix Hermès, L'Agneau carnivore
- 1977 : Prix du Livre Inter, Ana Non
- 1977 : Prix Thyde-Monnier (Société des gens de lettres) Ana Non
- 1978 : Prix Roland-Dorgelès, Ana Non
- 1990 : Grand Prix du Levant, L'Aveuglon et l'ensemble de son œuvre.

## Sources
- L'Éphéméride anarchiste : notice biographique.
- Centre International de Recherches sur l'Anarchisme (Lausanne) : notice.
- Michel Ragon, Dictionnaire de l'Anarchie, Albin Michel, 2008, Agustín Gómez-Arcos.
- (en) Anarchist Encyclopedia : notice biographique.